# D911 (Gironde)
De D911 is een departementale weg in het Zuid-Franse departement Gironde. De weg loopt van Ambarès-et-Lagrave naar Bordeaux.

## Geschiedenis
Oorspronkelijk was de D911 onderdeel van de N10. In 2006 werd de weg overgedragen aan het departement Gironde, omdat de weg geen belang meer had voor het doorgaande verkeer vanwege de parallelle autosnelweg A10. De weg is toen omgenummerd tot D911.